# Svetlana Tsarukaieva
Svetlana Kaspolatovna Tsarukaieva (em russo:  Светлана Касполатовна Царукаева; Ordjonikidze, 25 de dezembro de 1987) é uma halterofilista da Rússia.

## Carreira
Svetlana Tsarukaieva venceu o Campeonato Mundial Júnior na categoria até 58 kg em 2006, com um total de 231 kg. No mesmo ano, participou do Campeonato Mundial de Halterofilismo na categoria feminina de 58 kg e ganhou a medalha de prata, terminando atrás da chinesa Qiu Hongmei, que levantou 107 kg no arranque e 130 kg no arremesso, totalizando 237 kg. Tsarukaieva levantou 108 kg no arranque e 125 kg no arremesso, somando 233 kg.
No Campeonato Mundial de 2007, já competindo na categoria até 63 kg, Tsarukaieva conquistou a medalha de prata com um total de 250 kg. Nos Jogos Olímpicos de Verão de 2008, era favorita na categoria até 63 kg, mas foi eliminada após três tentativas falhas com 107 kg no arranque.
Nos Campeonatos Mundiais de 2009, ficou com a prata no total combinado, alcançando 246 kg, atrás de Maia Maneza do Cazaquistão, que teve o mesmo desempenho, mas era 290 g mais leve. No arremesso, três levantadoras atingiram 135 kg atrás de Maneza, que levantou 141 kg — Tsarukaieva, a turca Sibel Şimşek e a chinesa Xiang Yanmei — e, devido ao critério de peso corporal, Tsarukaieva terminou em quarto lugar. No arranque, conquistou a medalha de bronze com 111 kg.
Em 2009, nos Campeonatos Europeus na categoria até 63 kg, conquistou três medalhas de bronze com um total de 231 kg. Ficou atrás da norueguesa Ruth Kasirye, que teve o mesmo desempenho, com 103 kg no arranque e 128 kg no arremesso. O mesmo resultado no arremesso foi alcançado por Sibel Şimşek e pela armênia Meline Daluzian, que levaram vantagem no critério de peso corporal. No ano seguinte, em 2010, Tsarukaieva se tornou vice-campeã no total combinado nos Campeonatos Europeus, aumentando sua marca para 244 kg (114 kg no arranque e 130 kg no arremesso), ficando atrás de Sibel Şimşek, que teve o mesmo desempenho, mas era 80 g mais leve. Foi campeã europeia no arranque, superando a turca, que levantou 110 kg.
Em 2011, no Campeonato Europeu, conquistou a medalha de prata na categoria até 63 kg, com um total de 245 kg, levantando 112 kg no arranque e 133 kg no arremesso. Ela ficou atrás da compatriota Marina Chainova, que atingiu os mesmos 245 kg, mas era mais leve, com 62,42 kg contra os 62,67 kg de Tsarukaieva. A turca Sibel Şimşek completou o pódio com 238 kg (108 kg no arranque e 130 kg no arremesso).
Em novembro, no Campeonato Mundial de Paris, Tsarukaeva alcançou sua maior conquista ao se tornar campeã mundial na categoria até 63 kg. Estabeleceu um recorde mundial no arranque ao levantar 117 kg e, no arremesso, atingiu 138 kg, somando 255 kg no total combinado.
Nos Jogos Olímpicos de 2012, conquistou a medalha de prata, mas, em 2016, uma reanálise do Comitê Olímpico Internacional (COI) revelou o uso do esteroide dehidroclorometiltestosterona [en], levando à sua suspensão provisória. No mesmo ano, Maia Maneza, campeã olímpica da categoria, foi desclassificada por uso de estanozolol, e Tsarukaieva foi temporariamente promovida ao ouro. No entanto, com a confirmação de sua própria violação de doping em abril de 2017, foi oficialmente desqualificada e perdeu a medalha.

## Quadro de resultados
Principais resultados de Svetlana Tsarukaieva:
| Ano  | Competição                              | Classe de peso | Marca (kg)       | Pos. | Ref.        |
| ---- | --------------------------------------- | -------------- | ---------------- | ---- | ----------- |
| 2003 | Campeonato Mundial Júnior em Hermosillo | –53 kg         | 187,5 (85+102,5) | 4.   | [ 7 ] [ 8 ] |
| 2004 | Campeonato Europeu em Kiev              | –58 kg         | 195 (85+110)     | 8.   | [ 7 ] [ 8 ] |
| 2006 | Campeonato Mundial Júnior em Hangzhou   | –58 kg         | 231 (106+125)    | 1    | [ 7 ] [ 8 ] |
| 2006 | Campeonato Mundial em São Domingos      | –58 kg         | 233 (108+125)    | 2    | [ 7 ] [ 8 ] |
| 2007 | Campeonato Mundial em Chiang Mai        | –63 kg         | 250 (115+135)    | 2    | [ 7 ] [ 8 ] |
| 2008 | Jogos Olímpicos em Pequim               | –63 kg         | 0                | ---  | [ 7 ] [ 8 ] |
| 2009 | Campeonato Europeu em Bucareste         | –63 kg         | 231 (103+128)    | 3    | [ 7 ] [ 8 ] |
| 2009 | Campeonato Mundial em Goyang            | –63 kg         | 246 (111+135)    | 2    | [ 7 ] [ 8 ] |
| 2010 | Campeonato Europeu em Minsk             | –63 kg         | 244 (114+130)    | 2    | [ 7 ] [ 8 ] |
| 2011 | Campeonato Europeu em Cazã              | –63 kg         | 245 (112+133)    | 2    | [ 7 ] [ 8 ] |
| 2011 | Campeonato Mundial em Paris             | –63 kg         | 255 (117+138)    | 1    | [ 7 ] [ 8 ] |
| 2012 | Jogos Olímpicos em Londres              | –63 kg         | 237 (112+125)    | DSQ  | [ 7 ] [ 8 ] |

1. ↑  Recorde mundial júnior até 2018
2. ↑  Recorde mundial até 2018